# Racerförare

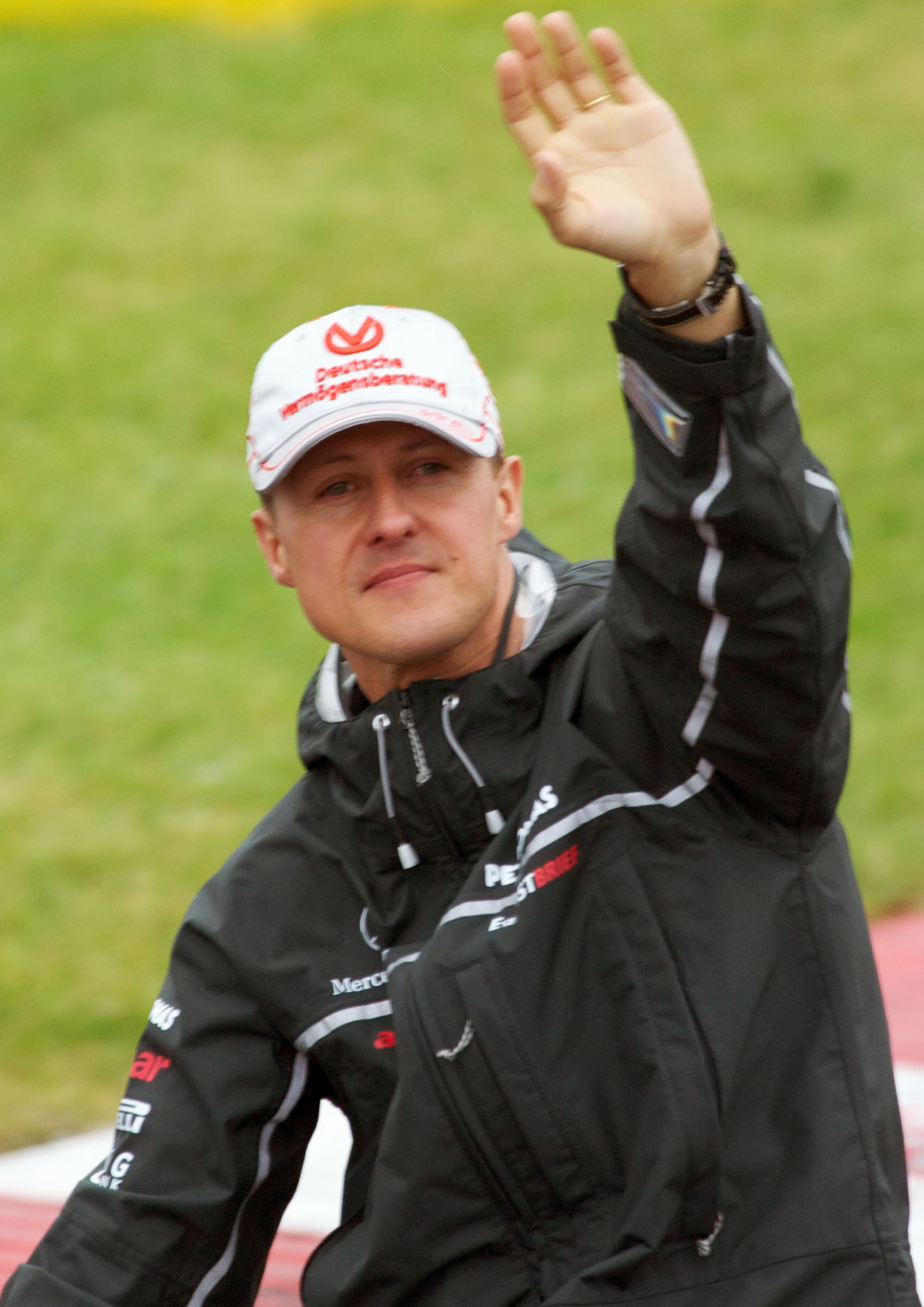
Tysken Michael Schumacher är, med sina sju titlar i Formel 1, en av världens mest kända racerförare.

Racerförare (uttal: "räserförare") kallas personer som tävlar inom banracing, det vill säga deltagare i tävlingar med bil, motorcykel eller båt. De som tävlar i bil brukar kallas för just "racerförare", medan de som tävlar på motorcykel kallas för "roadracingförare". Bil- och motorcykelracing sker på asfalterade banor eller på avstängda stadsgator.
Av en racerförare krävs inte bara talang, att kunna köra ett fordon, utan även mycket styrka. De moderna tävlingsbilarna, framförallt formelbilar, är mycket snabba och i till exempel kurvor, måste föraren kunna hantera alla extrema krafter som uppstår vid kraftig inbromsning och vid svängning, vilka kallas G-krafter. Dessa kan jämföras med hur en person känner sig i en berg- och dalbana, men är mycket större och kraftigare.
Racerförarna arbetar inte ensamma, utan är en del av ett team, vilket består av bland annat mekaniker, tekniska direktörer, tävlingsingenjörer och mycket mer (i stora team). Dessa har hjälp av datorer, som kan visa all teknisk data när förarna är ute på banan, och kan därför justera inställningarna på bilen, för att de ska passa så bra som möjligt för just den föraren på den banan.
Förare som tävlar på hög nivå, som i till exempel Formel 1, tjänar ofta mångtals miljoner kronor om året, medan racerförare som precis börjat tävla, och gör detta på låg nivå, istället måste betala mycket. Kostnaderna är ofta stora, vilket gör att många inte har råd att börja tävla. Dessa förare måste ofta själva ge sig ut och leta sponsorer, för att tjäna ihop så mycket som behövs.
De mest kända racerförarna (bil) tävlar ofta i följande klasser:
- Formel 1
- IndyCar
- Le Mans Series
- World Touring Car Championship

De mest kända racerförarna (motorcykel) tävlar ofta i följande klasser:
- MotoGP
- Superbike